# 反ベリリウム
反ベリリウム（はんベリリウム、Anti-Beryllium）は、ベリリウムの反物質である。元素記号はBeであり、元素番号は-4。反ベリリウムの原子核には反陽子が4個含まれ、原子核の周りには陽電子（反電子）が4個存在している。

## 同位体
反ベリリウム7（原子核は反陽子4個と反中性子3個からなる）は、反リチウムの製造過程において現れると考えられている。計画では、反ヘリウム4のビームと反ヘリウム3のビームが合体するとガンマ線を放出して反ベリリウム7となる、これが電子捕獲を起こし反リチウム7となる。